# 載澂
恭果敏親王載澂（1858年9月12日—1885年7月21日），愛新覺羅氏，恭忠親王奕訢長子，生母嫡福晉瓜爾佳氏為大學士桂良之庶女，恭親王載澂支系第一代。諡號果敏，嗣子溥偉襲封恭親王，他為追封恭果敏親王。
咸豐八年八月（1858年）出生，咸豐十年正月（1860年）受封奉恩輔國公，同治元年七月（1862年）進封為貝勒，到同治十二年十二月（1872年）再加郡王銜頭。
同治十三年七月（1873年）清廷因他与同治帝微服出宫嫖妓之事，把載澂的郡王銜頭與貝勒爵位一併削除。但一個月後又恢復原有銜頭爵位，到光緒十一年六月（1885年）去世，虛齡二十八岁，由嗣子溥偉襲封恭親王載澂支系第二代。